# Couvent de Kiel
 (avril 2024).
Si vous disposez d'ouvrages ou d'articles de référence ou si vous connaissez des sites web de qualité traitant du thème abordé ici, merci de compléter l'article en donnant les références utiles à sa vérifiabilité et en les liant à la section « Notes et références ».
 (décembre 2023).
Le couvent de Kiel est une ancienne abbaye franciscaine à Kiel, devenu un centre théologique protestant.

## Histoire
En 1242, peu de temps après la fondation de la ville, Adolphe IV de Holstein fonde un monastère pour la province de Dacie, division de l'ordre franciscain fondée en 1210. Adolphe IV de Holstein avait rejoint l'ordre franciscain à Hambourg en 1239, s'installe dans le couvent en 1245, meurt à Kiel en 1261 et est enterré dans l'église abbatiale. Sa pierre tombale est retrouvée après la destruction de l'église et se trouve aujourd'hui dans le cloître.
En 1480, à l'initiative du roi danois et duc de Holstein Christian Ier, les franciscains de Kiel adoptent les Constitutions martiniennes (de) de l'ordre, ce qui signifie un retour à l'idéal franciscain de pauvreté. En 1503, le vicaire provincial de la province de Dacie, Andreas Glob, introduit la célébration au couvent de Kiel. Le monastère de Kiel, avec les monastères de Lunden, Husum (de) et l'abbaye franciscaine de Schleswig (de), forme la Custodie de Holstein dans la province de Dacie et est incorporé avec eux en 1520 par la direction de l'ordre de la province franciscaine saxonne observante de la Sainte Croix (Saxe).
Lors de l'apparition de la Réforme protestante, le monastère est dissous le 13 octobre 1530 par Frédéric Ier du Danemark ; huit frères âgés ou malades obtiennent le droit de rester et sont soignés aux frais de la ville. Une école municipale avec des appartements pour les professeurs est emménagé dans le bâtiment. En 1546, l'hôpital du Saint-Esprit, une maison pour les pauvres et les malades fondée au Moyen Âge, y trouve son siège.
En 1665, le monastère devient le site fondateur de l'université de Kiel. En 1766, les locaux sont en si mauvais état que l'université déménage dans le château voisin et le monastère est démoli à l'exception du réfectoire et de l'église (de). Cette dernière est d'abord utilisée comme église de garnison, puis comme église universitaire.
Durant la Seconde Guerre mondiale, l’église protestante du Saint-Esprit est en grande partie détruite par deux bombes explosives le 13 décembre 1943. Les restes sont enlevés en 1947. Les murs du monastère, aussi gravement endommagés pendant la guerre, sont reconstruits grâce à un projet financé par des dons d'une association d'étudiants et avec le soutien de professeurs de la faculté de théologie, en particulier des professeurs Martin Redeker (de) et Heinrich Rendtorff (de). C’est ainsi que naît en 1950 le Centre d’études théologiques du couvent de Kiel.
Au début, seuls les frères du monastère de la faculté de théologie vivent dans la maison d'études. Dans les années 1980, le dortoir est ouvert aux étudiants d'autres facultés. Des fouilles réalisées en 1984 dans l'ancienne église abbatiale révèlent de nombreuses cryptes médiévales à l'intérieur des fondations, dont certaines sont peintes.
Le monastère est restauré par l'Église protestante luthérienne du nord de l'Elbe de 1994 à 1998. Depuis lors, les salles historiques, l'ancien réfectoire et une aile du cloître sont gérés par le Kieler Klosterverein e. V. et rendus accessibles au public à travers des événements tels que des expositions et des concerts. Grâce à des campagnes de collecte de fonds, la zone est transformée en jardin historique urbain ; en 1999, un carillon de concert composé de 50 cloches en bronze est installé dans le clocher simplifié reconstruit de l'église du monastère grâce à des dons.
En 2005, un monument au fondateur de la ville, Adolphe IV de Holstein, créé par Karl-Henning Seemann (de), composé d'une statue, d'un mémorial et d'une fontaine, est érigé à proximité du monastère. En été, le café du monastère fonctionne dans le jardin. En 2008, il y eut une brève menace de fermeture du dortoir des étudiants par mesure de réduction des coûts. Depuis lors, la communauté de Saint-Nicolas s'implique de plus en plus dans la maison.
Les franciscains de la province saxonne de Saxe reviennent à Kiel en 1930 et fondent un couvent. Les bâtiments sont détruits lors d'un bombardement en 1944. Un nouveau monastère est inauguré en février 1955. Ils sont actifs dans la pastorale étudiante à partir de la rentrée 1948 et construisent la résidence étudiante "Haus Michael" en 1950. En 1993, l'ordre abandonne sa branche de Kiel, faute de personnel.

### Source de la traduction
- (de) Cet article est partiellement ou en totalité issu de l’article de Wikipédia en allemand intitulé « Kieler Kloster » (voir la liste des auteurs).